# Matthew Sweet
Sidney Matthew Sweet (Lincoln, 6 ottobre 1964) è un cantautore e musicista statunitense.

## Discografia

### Da solista
Album in studio
- 1986 – Inside
- 1989 – Earth
- 1991 – Girlfriend
- 1993 – Altered Beast
- 1995 – 100% Fun
- 1997 – Blue Sky on Mars
- 1999 – In Reverse
- 2003 – Kimi Ga Suki
- 2004 – Living Things
- 2006 – Under the Covers, Vol. 1 (con Susanna Hoffs)
- 2008 – Sunshine Lies
- 2009 – Under the Covers, Vol. 2 (con Susanna Hoffs)
- 2011 – Modern Art
- 2013 – Under the Covers, Vol. 3 (con Susanna Hoffs)
- 2017 - Tomorrow Forever
- 2018 - Tomorrow's Daughter
- 2021 - Catspaw

Raccolte
- 2000 – Time Capsule: Best of 90/00
- 2002 – To Understand: The Early Recordings of Matthew Sweet

EP
- 1994 – Son of Altered Beast

### Con gli Oh-OK
Raccolte
- 2002 – The Complete Recordings

EP
- 1983 – Furthermore What

### Con i Thorns
Album in studio
- 2003 – The Thorns